# Samarium(II)-chlorid
Samarium(II)-chlorid ist eine anorganische chemische Verbindung des Samariums aus der Gruppe der Chloride und kristallisiert in der 
PbCl2-Struktur.

## Gewinnung und Darstellung
Samarium(II)-chlorid kann durch Reduktion von Samarium(III)-chlorid mit Samarium im Vakuum bei 800 bis 900 °C oder Wasserstoff bei 350 °C gewonnen werden, wobei jedoch letztere Reaktion lange Reaktionszeiten erfordert und unerwünschte Nebenreaktionen auftreten.
{\displaystyle \mathrm {2\ SmCl_{3}+Sm\longrightarrow 3\ SmCl_{2}} }
{\displaystyle \mathrm {2\ SmCl_{3}+H_{2}\longrightarrow 2\ SmCl_{2}+2\ HCl} }
Auch die Darstellung durch Reduktion des Samarium(III)-chlorid mit Zink in einem Schmelzfluss aus Zink(II)-chlorid bei 500 °C ist möglich.
Die Verbindung lässt sich auch durch Reduktion mit Lithium-Naphthalin gewinnen. Andere Reduktionsmittel wie Natrium oder Magnesium können ebenfalls verwendet werden.
{\displaystyle \mathrm {SmCl_{3}+Li\longrightarrow SmCl_{2}+LiCl} }

## Eigenschaften
Samarium(II)-chlorid ist ein dunkelbrauner Feststoff. Die Verbindung ist äußerst hygroskopisch und kann nur unter sorgfältig getrocknetem Schutzgas oder im Hochvakuum aufbewahrt und gehandhabt werden. An Luft oder bei Kontakt mit Wasser geht er unter Feuchtigkeitsaufnahme in Hydrate über, die aber instabil sind und sich mehr oder weniger rasch unter Wasserstoff-Entwicklung in Oxidchloride verwandeln. Die Verbindung besitzt eine Kristallstruktur vom Blei(II)-chlorid-Typ. Oberhalb von 680 °C existiert auch eine kubische Modifikation.

## Verwendung
Samarium(II)-chlorid wird (wie auch Samarium(II)-iodid und Samarium(II)-bromid) in der organischen Chemie zum Beispiel für Pinakol-Kupplungsreaktionen  verwendet.